# Randers Amtskreds
Randers Amtskreds var en valgkreds i Landsdel Jylland fra 1920 til 1970. I 1971 kom størstedelen af området til Århus Amtskreds, mens en mindre del ved Hobro og Hadsund kom til Nordjyllands Amtskreds.
Amtskredsen bestod af følgende opstillingskredse:
1. Mariagerkredsen.
2. Randerskredsen.
3. Borupkredsen.
4. Hornsletkredsen.
5. Grenaakredsen.
6. Æbeltoftkredsen.